# 스즈키 후미야
스즈키 후미야(일본어: 鈴木 郁也, 1998년 4월 29일 ~ )는 일본의 축구 선수이다.

## 구단 경력
과거 FC 도쿄에서 활동하였다.